# Айбекс-Вэлли
Айбекс-Вэлли (англ. Ibex-Valley) — деревня в Юконе, Канада. Население деревни в 2006 году составило 376 человек.
Айбекс-Вэлли состоит из жилых районов, расположенных вдоль Аляскинской трассы. Деревня относится к агломерации столицы Юкона, Айбекс-Вэлли расположен в 16 км к юго-востоку от центра Уайтхорса.
В 2001 году население деревни было 315 человек, в 2006 году — 376, прирост населения составил почти 20 %.
Семьдесят процентов населения — не коренные жители. Деревню обслуживает пожарная охрана. В то время как большинство жителей работают в Уайтхорсе, некоторые занимаются сельским хозяйством или туристической сферой (в основном, т. н. «дикий туризм»).